# Asadipus croydon
Asadipus croydon är en spindelart som beskrevs av Norman I. Platnick 2000. Asadipus croydon ingår i släktet Asadipus och familjen Lamponidae.
Artens utbredningsområde är Queensland. Inga underarter finns listade i Catalogue of Life.